# Kōfu
Kōfu (jap. 甲府市 Kōfu-shi) – miasto w Japonii na głównej wyspie Honsiu (Honshū), stolica prefektury Yamanashi, położone około 100 km od Tokio. Nazwa Kōfu oznacza „stolica prowincji Kai” i jest związana z dawną nazwą prefektury Yamanashi. Kōfu jest znane z produkcji wina, przemysłu jubilerskiego oraz gorących źródeł (onsen) 

## Położenie
Miasto położone w kotlinie górskiej, otoczone górami. Miasto graniczy z:
- Kai,
- Yamanashi,
- Fuefuki,
- Hokuto,
- Chūō,
- Shōwa,
- Kawakami.

## Historia
W okolicach Kōfu odnaleziono ślady osiedli ludzkich pochodzące sprzed około 8000 lat. Miasto zostało założone dopiero w 1519 roku. Prawa miejskie uzyskało 1 lipca 1889 roku. W okresie Sengoku Kōfu było twierdzą, z której Shingen Takeda zarządzał prowincją Kai. Chram Takeda-jinja, pozostałość po domu Takedy oraz chram Kai-Takeda-jinja obrazują okres prosperity klanu Takeda. Na pamiątkę militarnej przeszłości na wiosnę odbywa się festiwal Shingen-ko-matsuri, w którym bierze udział ponad 1600 statystów ubranych w bojowe stroje wojowników z epoki.

## Transport
W mieście znajduje się stacja kolejowa Kōfu.

## Okolice
- przełom rzeki Ara - Shōsen-kyō
- Park Narodowy Chichibu-Tama-Kai

## Miasta partnerskie
- Korea Południowa: Ch'ungju
- Chiny: Chengdu
- Stany Zjednoczone: Des Moines, Lodi
- Francja: Pau
- Japonia: Yamatokoriyama